# Tibouchina langsdorffiana
Tibouchina langsdorffiana är en tvåhjärtbladig växtart som först beskrevs av Aimé Bonpland, och fick sitt nu gällande namn av Henri Ernest Baillon. Tibouchina langsdorffiana ingår i släktet Tibouchina och familjen Melastomataceae. Inga underarter finns listade i Catalogue of Life.